# 浅井耀介
浅井 耀介（あさい ようすけ、1995年8月11日 - ）は、神奈川県秦野市出身の日本の弁護士（第二東京弁護士会所属）。芸能プロダクションELBS Entertainment所属。

## 略歴
- 2014年 - 神奈川県立湘南高等学校卒業　東北大学法学部入学
- 2017年 - 大学在学中に新司法試験合格[3]
- 2018年 - 東北大学法学部卒業
- 2019年 - アンダーソン・毛利・友常法律事務所外国法共同事業入所[4]
- 2022年 - レイ法律事務所入所[5]

## 主要取扱事件等
- ブレイク☆スルー“５D元メンバー新澤典将の代理人を務め、2023年4月21日大阪地方裁判所は労働基準法を適用し、芸能事務所の989万円の請求全てを棄却し、逆に新澤が反訴していた芸能事務所に対する未払報酬請求全てを認容し完全勝訴した[6][7]。本裁判例は専属マネジメント契約をするアイドルに労働基準法上の労働者性が認められた事例として、判例タイムズ1514号1月号に掲載された[8]。
- K-POPグループ「SKY GIRLS‘」元メンバー4人の代理人を務め、2023年3月28日東京地方裁判所は芸能事務所の元メンバーらに対する違約金等1500万円の請求を含め事務所側の請求を全て棄却し完全勝訴した[9]。
- CHEReBメンバー桜花菜々の代理人を務め名古屋地裁に提訴[10]、所属事務所StarWindowsMusic社が桜花に解決金を支払う内容の和解が成立し[11]、2023年11月7日同社が謝罪コメントを出す事で和解した。但し、和解されたのは名誉棄損のみで同社が最初から訴えていた「桜花の契約違反行為」の有無は和解した為、裁判で判断されていない。
- CaraT元メンバー山本暦の名誉棄損訴訟の代理人を務め東京地裁に提訴、2023年12月19日東京地方裁判所は芸能事務所の旧Twitterでの発表が名誉毀損であり不法行為に該当する旨判示し、被告に対して損害賠償の支払いを命じた[12][13][14]。

## 人物
- 週末はブラジリアン柔術の練習に励む[5]。
- 東京春季柔術大会2021　銀メダル[15]

## メディア出演・監修等

### テレビ・インターネット
- 見取り図じゃん（2023年5月15日 2023年8月7日 テレビ朝日）「ヤミの弁護人・盛山」協力・監修[16][17]
- ぽかぽか（2023年7月26日ほか フジテレビ）「本当にあったおっカネ～話」コメント
- ビートたけしのTVタックル（2023年9月24日 テレビ朝日）「特殊詐欺」法律監修[18]
- 情報7daysニュースキャスター（2023年11月4日 TBS）「名簿業者の実態とは」コメント[19]
- よんチャンTV（2023年11月14日、2024年2月27日 毎日放送）「宝塚問題」スタジオ解説[20][21]
- 田村淳の訊きたい放題!（2025年3月29日 TOKYO MX）オンラインカジノ問題から考える『日本の賭博』ゲスト出演[22]
- 弁護士ドットコムニュース（2025年6月25日 YouTube）「注目のフジHD株主総会！人事案はフジ側完全勝利もスポンサー回復は「茨の道」ダルトンの対決構図はまだ続く？」ゲスト出演[23]

### 取材
- 秘書に暴行で辞職した元国会議員・高野光二郎氏がまたもトラブル　ガールズバーで「裁判してみろ！」警察に恫喝の現場を全実況（2023年11月21日号 週刊女性）[24][25]
- 富士山、山梨側の登山者に「通行料2000円」　もし払わなかった場合の罰則は？（2024年7月16日 弁護士ドットコムニュース）[26]
- 花火大会が雨で直前中止に…返金してもらえる？　「あだちの花火」では有料観覧席に払い戻し措置（2024年7月27日 弁護士ドットコムニュース）[27]
- インバウンドブームで「二重価格」、外国人客から日本人客より「高い料金」とっていいの？（2024年8月30日 弁護士ドットコムニュース）[28]
- 富士山の登山道で「矢印の落書き」発見、どんな罪に問われる？（2024年11月20日 弁護士ドットコムニュース）[29]

### 監修
- 消せない「私」ー復讐の連鎖ー（2024年3月1日-3月8日 日本テレビ）
- 日曜マイチョイス（2024年12月1日 テレビ朝日）[30]

## セミナー・講演等
- ケニアにおけるビジネス展開（2020年6月 アンダーソン・毛利・友常法律事務所）[31][32]
- ケニアにおけるM＆A（2020年10月 アンダーソン・毛利・友常法律事務所）[33][34]
- 占い師のための法律入門（2022年6月21日 株式会社ザッパラス）[35]
- テレビ番組制作と二次利用における著作権法・実務上の権利処理（2022年9月29日 新社会システム総合研究所｜SSK））[36]